# FC Petržalka

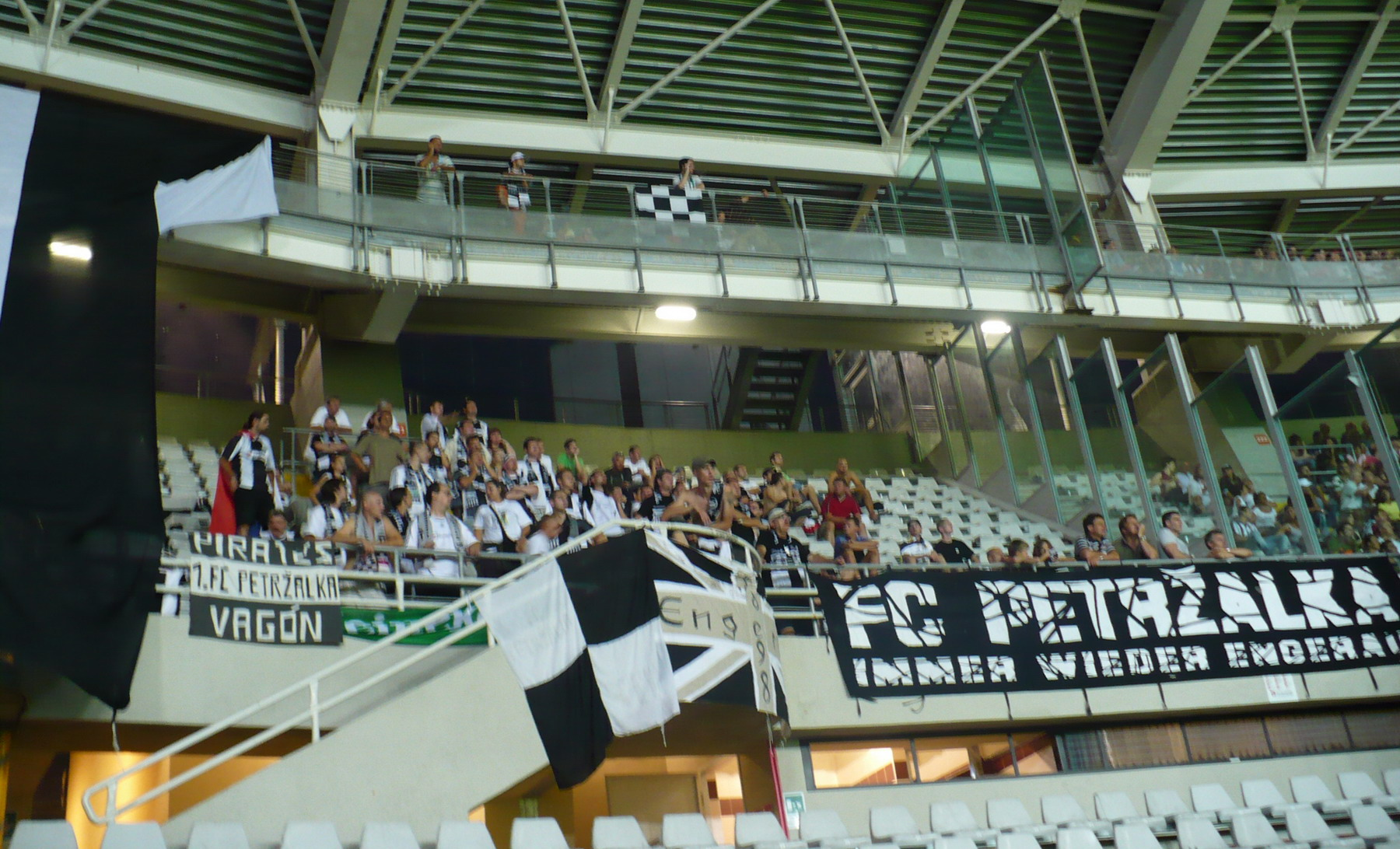
Fans van FC Petržalka

FC Petržalka is een Slowaakse voetbalclub. De club komt uit Petržalka, een voormalige voorstad en nu stadsdeel van Bratislava. Petržalka is het stuk van Bratislava aan de overkant van de Donau, tegen de Oostenrijkse grens. De club werd in 1898 opgericht als Pozsonyi Torna Egyesület en heeft in de loop der jaren verschillende namen gehad.

## Geschiedenis

### Tsjecho-Slowakije
Begin twintigste eeuw hoorde Slowakije nog bij Hongarije en de club was een van de sterkste van Hongarije, tot de onafhankelijkheid van Tsjecho-Slowakije in 1918. In 1939 werd Petržalka door de nazi's bij het Derde Rijk gevoegd en speelde de club in de Weense competitie. Het duurde tot 1981/82 voordat de club in de hoogste klasse van Tsjecho-Slowakije kon spelen. Na een voorlaatste plaats degradeerde de club. De club keerde terug in de hoogste klasse in 1984/85. Dit bleek een zwart seizoen te zijn voor de clubs uit Bratislava. Slovan werd laatste, ZŤS Petržalka voorlaatste en Inter Bratislava dertiende (op zestien clubs). Het volgende seizoen degradeerde ook Inter, terwijl ZŤS vierde werd in de tweede klasse. Hierna besloten beide clubs de krachten te bundelen en zo ontstond de fusieclub TJ Internacionál Slovnaft ZŤS Bratislava die meteen kampioen werd in de tweede klasse. Na een moeizaam eerste seizoen in de hoogste klasse ging het daarna steeds beter en in 1990 werd de club derde. Na afloop van het seizoen 1990/91 werd de fusie ongedaan gemaakt. Inter Bratislava bleef in de eerste klasse spelen terwijl ZŤS opnieuw begon in de tweede klasse, onder de naam 1. FC Petrzalka. De club eindigde de volgende twee seizoenen in de middenmoot.

### Slowakije
Nadat Slowakije een eigen competitie kreeg werd de club niet opgenomen in de hoogste klasse maar in de tweede klasse. Onder de naam Artmedia Petržalka promoveerde de club in 1996 naar de hoogste klasse. Na een aantal seizoenen in de middenmoot werd de club vierde in 2001. In de twee seizoenen daaropvolgend werd de club zelfs vicekampioen. In 2004 ging het dan een stuk minder goed toen een achtste plaats op tien clubs behaald werd. Het volgende seizoen herstelde de club zich wel door met zeven punten voorsprong op MŠK Žilina landskampioen te worden. Hierdoor plaatste de club zich voor de voorronde van de Champions League en overleefde vervolgens als eerste in de geschiedenis (samen met Liverpool FC) drie voorrondes van de Champions League. Achtereenvolgens werden Kairat Almaty, Celtic en Partizan Belgrado verslagen. In de groepsfase werd de club derde wat betekende dat ze nog in het vangnet van de UEFA Cup belandde.
De volgende twee seizoenen moest de club genoegen nemen met de tweede plaats in de competitie. In 2008 werd opnieuw de titel behaald. In 2009 werd de naam gewijzigd in MFK Petržalka. Veel spelers verlieten de club. De spelers werden vervangen door jongeren en spelers van het ter ziele gegane Inter Bratislava. De club speelde eerst in de middenmoot, maar in de tweede helft van het seizoen zakte de club weg naar de laatste plaats. De club veranderde opnieuw van naam en werd nu FC Petržalka 1898.

## Naamsveranderingen
- 1899-1939 — Pozsonyi Torna Egyesület
- 1945-1974 — Spartak Sklostroj
- 1974-1976 — SKS Petržalka
- 1976-1986 — ZŤS Petržalka
- 1986-1990 — gefuseerd met FK Inter Bratislava
- 1991-1993 — 1. FC Petržalka
- 1993-2005 — FC Artmedia Petržalka
- 2005-2007 — FC Artmedia Bratislava
- 2007-2009 — FC Artmedia Petržalka
- 2009-2010 — MFK Petržalka
- 2010-???? — FC Petržalka 1898

## Erelijst
- Landskampioen

2005, 2008
- Beker van Slowakije

2004, 2008
- Supercup

2005

## Eindklasseringen
| Seizoen   | №         | Clubs     | Divisie                     | Duels     | Winst     | Gelijk    | Verlies   | Doelsaldo | Punten    |
| Slowakije | Slowakije | Slowakije | Slowakije                   | Slowakije | Slowakije | Slowakije | Slowakije | Slowakije | Slowakije |
| --------- | --------- | --------- | --------------------------- | --------- | --------- | --------- | --------- | --------- | --------- |
| 2000–2001 | 4         | 10        | Corgoň Liga                 | 36        | 15        | 9         | 12        | 59–55     | 54        |
| 2001–2002 | 7         | 10        | Corgoň Liga                 | 36        | 11        | 14        | 11        | 51–45     | 47        |
| 2002–2003 | 2         | 10        | Corgoň Liga                 | 36        | 20        | 7         | 9         | 49–32     | 67        |
| 2003–2004 | 8         | 10        | Corgoň Liga                 | 36        | 10        | 14        | 12        | 43–44     | 44        |
| 2004–2005 | 1         | 10        | Corgoň Liga                 | 36        | 20        | 12        | 4         | 64–28     | 72        |
| 2005–2006 | 2         | 10        | Corgoň Liga                 | 36        | 23        | 5         | 8         | 58–33     | 74        |
| 2006–2007 | 2         | 12        | Corgoň Liga                 | 28        | 17        | 5         | 6         | 56–38     | 56        |
| 2007–2008 | 1         | 12        | Corgoň Liga                 | 33        | 27        | 3         | 3         | 77–30     | 84        |
| 2008–2009 | 6         | 12        | Corgoň Liga                 | 33        | 12        | 11        | 10        | 50–38     | 47        |
| 2009–2010 | 12        | 12        | Corgoň Liga                 | 33        | 7         | 8         | 18        | 33–51     | 29        |
| 2010–2011 | 3         | 12        | 1. slovenská futbalová liga | 33        | 13        | 12        | 8         | 55–36     | 51        |
| 2011–2012 | 12        | 12        | 1. slovenská futbalová liga | 33        | 4         | 7         | 22        | 22–54     | 19        |

## FC Petržalka 1898 in Europa
FC Petržalka 1898 speelt sinds 2001 in diverse Europese competities. Hieronder staan de competities en in welke seizoenen de club deelnam:
- Champions League (2x)

2005/06, 2008/09
- UEFA Cup (6x)

2003/04, 2004/05, 2005/06, 2006/07, 2007/08, 2008/09
- Intertoto Cup (1x)

2001

## Bekende (oud-)spelers
- Marián Čisovšký
- Juraj Czinege
- Martin Lipčák

- Štefan Maixner
- Ľubomír Reiter
- Filip Šebo

- Milan Timko
- Vladislav Zvara
- Vladimír Weiss